# 26887 Tokyogiants
26887 Tokyogiants è un asteroide della fascia principale. Scoperto nel 1994, presenta un'orbita caratterizzata da un semiasse maggiore pari a 2,4419519 UA e da un'eccentricità di 0,2454514, inclinata di 8,31737° rispetto all'eclittica.
L'asteroide è dedicato alla squadra giapponese di baseball degli Yomiuri Giants che ha il proprio stadio a Tokyo.